# 石鼓镇 (高州市)
21°49′33″N 110°46′00″E / 21.82583°N 110.76667°E
石鼓镇是中国广东省高州市下辖的一个镇，因驻地西南有座石山，其东、南、北上面均有大石坪，石击之似鼓鸣，故名。镇因圩名。1957年置石鼓乡，1958年成立石鼓公社，1983年改区，1987年建镇。镇政府驻石鼓圩。全镇总面积155.2平方公里，辖29个村委会和3个居委会，350多条自然村。
石鼓鎮是高州市第一大鎮及唯一的国家重点镇，四大中心镇之首，西南片区（包括石鼓镇、镇江镇、沙田镇）的核心区域，广东省重点工业卫星镇，是粤西地区著名的商贸集散地，素有“小佛山”之美称，也是高州市糧食主產區，羅非魚、生豬養殖大鎮。